# Éourres
Éourres település Franciaországban, Hautes-Alpes megyében. Lakosainak száma 141 fő (2022. január 1.). Éourres Curel, Noyers-sur-Jabron, Saint-Vincent-sur-Jabron, Barret-sur-Méouge, Saint-Pierre-Avez, Salérans, Lachau és Val-Buëch-Méouge községekkel határos.

## Népesség
A település népességének változása:
| Lakosok száma | 28   | 22   | 73   | 123  | 126  | 128  | 137  | 125  | 120  | 141  |
|               | 1968 | 1982 | 1990 | 2006 | 2013 | 2015 | 2017 | 2019 | 2020 | 2022 |